# Rude Boy (chanson)
Pour les articles homonymes, voir Rude Boy.
Singles de Rihanna
Hard Rockstar 101
Rude Boy est le troisième single de l'album Rated R, quatrième album studio de la chanteuse Rihanna.
Ce quatrième single se présente comme l'opposé des premiers titres de Rated R, revenant au style dancehall/RnB de ses débuts. Il a été produit par Rob Swire, leader du groupe Pendulum et de Knife Party, et le collectif de producteurs/paroliers norvégiens « Stargate ».
Très coloré, le clip possède un rythme très dansant. De plus, le déhanchement de la star est parvenu à en envoûter plus d'un. Rihanna a réussi le pari fou de mélanger à la fois ses racines caribéennes à des couleurs jamaïcaines et à un esprit des années 1960. Le clip de la chanson Rude Boy est sorti le 9 février 2010 sur la chaîne Vevo de Rihanna.
Rude Boy représente pour Rihanna un record de plus puisqu'il s'agit de son sixième tube atteignant la première place et la conservant durant cinq semaines consécutives.
Actuellement, le clip de Rude boy a été visionné plus de 478 millions de fois sur YouTube.
Le single s'est vendu à 5 millions d'exemplaires dans le monde.
En 2011, une petite partie de la chanson a été repris par Jennifer Lopez sur la chanson Take Care de son album Love?.